# Leichtathletik-Hallenweltmeisterschaften 2006
Die 11. Leichtathletik-Hallenweltmeisterschaften fanden vom 10. bis 12. März 2006 in Moskau statt. Die Wettbewerbe wurden im Sportkomplex Olimpijski ausgetragen. Insgesamt standen 26 Entscheidungen (je 13 bei den Männern und den Frauen) auf dem Programm.
Moskau wurde im November 2003 vom Weltleichtathletikverband mit der Ausrichtung der Veranstaltung beauftragt. Die Kandidatur der russischen Hauptstadt setzte sich überraschend gegen die Bewerbung Madrids durch. Die Hallenweltmeisterschaften waren die erste größere Sportveranstaltung in Moskau seit den Olympischen Spielen 1980.
635 Athleten aus 129 Ländern nahmen teil.
Das DLV-Team bestand aus sieben Athletinnen und neun Athleten.
Es fand kein 200-Meter-Lauf mehr statt. Der Grund dafür war, dass der Ausgang der Rennen aufgrund der engen Kurven zu vorhersehbar wurde. Athleten, die auf den engeren Innenbahnen laufen mussten, hatten meist keine Chance, das Rennen zu gewinnen.

## Männer

### 60 m
| Platz | Athlet            | Land | Zeit (s)  |
| ----- | ----------------- | ---- | --------- |
| 1     | Leonard Scott     | USA  | 6,50 (WL) |
| 2     | Andrei Jepischin  | RUS  | 6,52 (NR) |
| 3     | Terrence Trammell | USA  | 6,54      |
| 4     | Matic Osovnikar   | SLO  | 6,58 (NR) |
| 5     | Olusoji Fasuba    | NGR  | 6,58      |
| 6     | Ronald Pognon     | FRA  | 6,61      |
| 7     | Vicente de Lima   | BRA  | 6,62      |
| 8     | Henry Vizcaíno    | CUB  | 6,84      |

Datum: 10. März, 19:40 Uhr

### 400 m
| Platz | Athlet            | Land | Zeit (s)   |
| ----- | ----------------- | ---- | ---------- |
| 1     | Alleyne Francique | GRN  | 45,54 (PB) |
| 2     | California Molefe | BOT  | 45,75      |
| 3     | Chris Brown       | BAH  | 45,78 (NR) |
| 4     | Davian Clarke     | JAM  | 45,93 (PB) |
| 5     | Milton Campbell   | USA  | 46,15 (PB) |
| 6     | Dmitri Petrow     | RUS  | 47,33      |

Datum: 12. März, 16:30 Uhr

### 800 m
| Platz | Athlet              | Land | Zeit (min) |
| ----- | ------------------- | ---- | ---------- |
| 1     | Wilfred Bungei      | KEN  | 1:47,15    |
| 2     | Mbulaeni Mulaudzi   | RSA  | 1:47,16    |
| 3     | Juri Borsakowski    | RUS  | 1:47,38    |
| 4     | Dmitrijs Miļkevičs  | LAT  | 1:48,01    |
| 5     | Juan de Dios Jurado | ESP  | 1:48,44    |
| 6     | James Watkins       | GBR  | 1:48,56    |

Datum: 12. März, 18:35 Uhr

### 1500 m
| Platz | Athlet                   | Land | Zeit (min) |
| ----- | ------------------------ | ---- | ---------- |
| 1     | Iwan Heschko             | UKR  | 3:42,08    |
| 2     | Daniel Kipchirchir Komen | KEN  | 3:42,55    |
| 3     | Elkanah Angwenyi         | KEN  | 3:42,98    |
| 4     | Halil Akkaş              | TUR  | 3:43,61    |
| 5     | Sergio Gallardo          | ESP  | 3:43,77    |
| 6     | James Nolan              | IRL  | 3:43,98    |
| 7     | Christopher Lukezic      | USA  | 3:45,09    |
| 8     | Yassine Bensghir         | MAR  | 3:47,20    |

Datum: 11. März, 19:10 Uhr

### 3000 m
| Platz | Athlet              | Land | Zeit (min) |
| ----- | ------------------- | ---- | ---------- |
| 1     | Kenenisa Bekele     | ETH  | 7:39,32    |
| 2     | Saif Saaeed Shaheen | QAT  | 7:41,28    |
| 3     | Eliud Kipchoge      | KEN  | 7:42,58    |
| 4     | Alistair Ian Cragg  | IRL  | 7:46,43    |
| 5     | Shadrack Korir      | KEN  | 7:47,11    |
| 6     | Tariku Bekele       | ETH  | 7:47,67    |
| 7     | Adil Kaouch         | MAR  | 7:48,01    |
| 8     | Mukhlid al-Otaibi   | KSA  | 7:52,91    |

Datum: 12. März, 17:40 Uhr

### 60 m Hürden
| Platz | Athlet             | Land | Zeit (s)  |
| ----- | ------------------ | ---- | --------- |
| 1     | Terrence Trammell  | USA  | 7,43 (WL) |
| 2     | Dayron Robles      | CUB  | 7,46 (PB) |
| 3     | Dominique Arnold   | USA  | 7,52      |
| 4     | Maurice Wignall    | JAM  | 7,52      |
| 4     | Staņislavs Olijars | LAT  | 7,52      |
| 6     | Thomas Blaschek    | GER  | 7,57 (PB) |
| 7     | Paulo Villar       | COL  | 7,61 (NR) |
| 8     | Yoel Hernández     | CUB  | 7,62      |

Datum: 11. März, 19:50 Uhr

### 4 × 400 m Staffel
| Platz | Land                    | Athleten                                                                 | Zeit (min) |
| ----- | ----------------------- | ------------------------------------------------------------------------ | ---------- |
| 1     | Vereinigte Staaten      | Tyree Washington LaShawn Merritt Milton Campbell Wallace Spearmon        | 3:03,24    |
| 2     | Polen                   | Daniel Dąbrowski Marcin Marciniszyn Rafał Wieruszewski Piotr Klimczak    | 3:04,67    |
| 3     | Russland                | Konstantin Swetschkar Alexander Derewjagin Jewgeni Lebedew Dmitri Petrow | 3:06,91    |
| 4     | Schweden                | Joni Jaako Johan Wissman Andreas Mokdasi Mathias Claesson                | 3:07,32    |
| 5     | Dominikanische Republik | Arismendy Peguero Danis García Juan Betances Carlos Santa                | 3:08,47    |
| 6     | Frankreich              | Brice Panel Sébastien Maillard Teddy Venel Fadil Bellaabouss             | 3:09,55    |

Datum: 12. März, 17:55 Uhr

### Hochsprung
| Platz | Athlet             | Land | Höhe (m)  |
| ----- | ------------------ | ---- | --------- |
| 1     | Jaroslaw Rybakow   | RUS  | 2,37 (WL) |
| 2     | Andrei Tereschin   | RUS  | 2,35      |
| 3     | Linus Thörnblad    | SWE  | 2,33      |
| 4     | Víctor Moya        | CUB  | 2,30 (PB) |
| 5     | Stefan Holm        | SWE  | 2,30      |
| 6     | Andrij Sokolowskyj | UKR  | 2,26      |
| 7     | Giulio Ciotti      | ITA  | 2,25      |
| 8     | Robert Wolski      | POL  | 2,22      |

Datum: 11. März, 16:25 Uhr

### Stabhochsprung
| Platz        | Athlet             | Land | Höhe (m)  |
| ------------ | ------------------ | ---- | --------- |
| 1            | Brad Walker        | USA  | 5,80 (PB) |
| 2            | Alhaji Jeng        | SWE  | 5,70      |
| 3            | Tim Lobinger       | GER  | 5,60      |
| 4            | Fabian Schulze     | GER  | 5,50      |
| 4            | Aleksandr Averbukh | ISR  | 5,50      |
| 4            | Giovanni Lanaro    | MEX  | 5,50      |
|              | Denys Jurtschenko  | UKR  | NM        |
| Jeff Hartwig | USA                | NM   |           |

Datum: 12. März, 16:00 Uhr

### Weitsprung
| Platz | Athlet                 | Land | Weite (m) |
| ----- | ---------------------- | ---- | --------- |
| 1     | Ignisious Gaisah       | GHA  | 8,30      |
| 2     | Irving Saladino        | PAN  | 8,29 (AR) |
| 3     | Andrew Howe            | ITA  | 8,19 (PB) |
| 4     | Louis Tsatoumas        | GRE  | 8,10      |
| 5     | Godfrey Khotso Mokoena | RSA  | 8,01 (NR) |
| 6     | Erivaldo Vieira        | BRA  | 7,97 (NR) |
| 7     | Brian Johnson          | USA  | 7,90      |
| 8     | Issam Nima             | ALG  | 7,84 (NR) |

Datum: 11. März, 18:25 Uhr

### Dreisprung
| Platz | Athlet             | Land | Weite (m)  |
| ----- | ------------------ | ---- | ---------- |
| 1     | Walter Davis       | USA  | 17,73 (PB) |
| 2     | Jadel Gregório     | BRA  | 17,56 (AR) |
| 3     | Yoandri Betanzos   | CUB  | 17,42 (PB) |
| 4     | Marian Oprea       | ROU  | 17,34      |
| 5     | Igor Spasowchodski | RUS  | 17,25      |
| 6     | Nelson Évora       | POR  | 17,14      |
| 7     | Nathan Douglas     | GBR  | 17,05 (PB) |
| 8     | Dimitris Tsiamis   | GRE  | 16,94      |

Datum: 12. März, 17:35 Uhr

### Kugelstoßen
| Platz | Athlet              | Land | Weite (m) |
| ----- | ------------------- | ---- | --------- |
| 1     | Reese Hoffa         | USA  | 22,11 WL  |
| 2     | Joachim Olsen       | DEN  | 21,16     |
| 3     | Pawel Sofjin        | RUS  | 20,68 PB  |
| 4     | Gheorghe Gușet      | ROU  | 20,60     |
| 5     | Manuel Martínez     | ESP  | 20,43     |
| 6     | Tomasz Majewski     | POL  | 20,07     |
| 7     | Anton Ljuboslawski  | RUS  | 19,93     |
| -     | Andrej Michnewitsch | BLR  | DQ        |

Datum: 10. März, 18:35 Uhr
Michnewitsch, der mit 21,37 m den zweiten Platz belegt hatte, wurde wegen Dopings nachträglich disqualifiziert.

### Siebenkampf
| Platz | Athlet              | Land | Punkte    |
| ----- | ------------------- | ---- | --------- |
| 1     | André Niklaus       | GER  | 6192 (PB) |
| 2     | Bryan Clay          | USA  | 6187      |
| 3     | Roman Šebrle        | CZE  | 6161      |
| 4     | Kristjan Rahnu      | EST  | 6062 (PB) |
| 5     | Alexei Drosdow      | RUS  | 6052      |
| 6     | Alexander Pogorelow | RUS  | 5910      |
| 7     | Konstantin Smirnow  | RUS  | 5795      |

Datum: 11./12. März
Der Siebenkampf bestand aus 60-Meter-Lauf, Weitsprung, Kugelstoßen, Hochsprung, 60-Meter-Hürdenlauf, Stabhochsprung und 1000-Meter-Lauf.

## Frauen

### 60m
| Platz | Athletin               | Land | Zeit (s) |
| ----- | ---------------------- | ---- | -------- |
| 1     | Me’Lisa Barber         | USA  | 7,01 WL  |
| 2     | Lauryn Williams        | USA  | 7,01 WL  |
| 3     | Kim Gevaert            | BEL  | 7,11 NR  |
| 4     | Christine Arron        | FRA  | 7,13     |
| 5     | Marija Bolikowa        | RUS  | 7,17     |
| 6     | Larissa Kruglowa       | RUS  | 7,23     |
| 7     | Sylvie Mballa Éloundou | CMR  | 7,30     |
|       | Schanna Block          | UKR  | DQ       |

Datum: 10. März, 19:20 Uhr
Block, die in 7,19 s auf den sechsten Platz gekommen war, wurde nachträglich wegen Dopingvergehen disqualifiziert.

### 400 m
| Platz | Athletin           | Land | Zeit (s)    |
| ----- | ------------------ | ---- | ----------- |
| 1     | Olesja Krasnomowez | RUS  | 50,04 (WMR) |
| 2     | Wanja Stambolowa   | BUL  | 50,21 (NR)  |
| 3     | Christine Amertil  | BAH  | 50,34 (AR)  |
| 4     | Natalja Nasarowa   | RUS  | 50,60       |
| 5     | Novlene Williams   | JAM  | 51,82       |
| 6     | Marijana Dimitrowa | BUL  | 52,66       |

Datum: 12. März, 16:50 Uhr

### 800 m
| Platz | Athletin               | Land | Zeit (min)   |
| ----- | ---------------------- | ---- | ------------ |
| 1     | Maria de Lurdes Mutola | MOZ  | 1:58,90      |
| 2     | Kenia Sinclair         | JAM  | 1:59,54 (NR) |
| 3     | Hasna Benhassi         | MAR  | 2:00,34      |
| 4     | Élisabeth Grousselle   | FRA  | 2:00,74      |
| 5     | Olga Kotljarowa        | RUS  | 2:01,26      |
| 6     | Ewelina Sętowska       | POL  | 2:02,39 (PB) |

Datum: 12. März, 17:10 Uhr

### 1500 m
| Platz | Athletin             | Land | Zeit (min)   |
| ----- | -------------------- | ---- | ------------ |
| 1     | Julija Tschischenko  | RUS  | 4:04,70      |
| 2     | Jelena Sobolewa      | RUS  | 4:05,21      |
| 3     | Maryam Yusuf Jamal   | BRN  | 4:05,53      |
| 4     | Hind Dehiba Chahyd   | FRA  | 4:05,67 (NR) |
| 5     | Iryna Lischtschynska | UKR  | 4:07,82      |
| 6     | Corina Dumbrăvean    | ROU  | 4:08,29      |
| 7     | Treniere Clement     | USA  | 4:11,21      |
| 8     | Maria Martins        | FRA  | 4:15,17      |

Datum: 12. März, 18:15 Uhr

### 3000 m
| Platz | Athletin               | Land | Zeit (min)   |
| ----- | ---------------------- | ---- | ------------ |
| 1     | Meseret Defar          | ETH  | 8:38,80      |
| 2     | Lilija Schobuchowa     | RUS  | 8:42,18      |
| 3     | Lidia Chojecka         | POL  | 8:42,59      |
| 4     | Sentayehu Ejigu        | ETH  | 8:43,38 (PB) |
| 5     | Olesja Syrewa          | RUS  | 8:44,10      |
| 6     | Mariem Alaoui Selsouli | MAR  | 8:55,97      |
| 7     | Carrie Tollefson       | USA  | 8:59,13      |
| 8     | Anália Rosa            | POR  | 8:59,99 (PB) |

Datum: 11. März, 16:15 Uhr

### 60 m Hürden
| Platz | Athletin              | Land | Zeit (s)  |
| ----- | --------------------- | ---- | --------- |
| 1     | Derval O’Rourke       | IRL  | 7,84 (NR) |
| 2     | Glory Alozie          | ESP  | 7,86      |
| 3     | Susanna Kallur        | SWE  | 7,87      |
| 4     | Danielle Carruthers   | USA  | 7,88 (PB) |
| 5     | Kirsten Bolm          | GER  | 7,93      |
| 6     | Lacena Golding-Clarke | JAM  | 7,94      |
| 7     | Damu Cherry           | USA  | 7,95 (PB) |
| 8     | Jenny Kallur          | SWE  | 7,98      |

Datum: 11. März, 19:30 Uhr

### 4 × 400 m Staffel
| Platz | Land                   | Athletinnen                                                        | Zeit (min)   |
| ----- | ---------------------- | ------------------------------------------------------------------ | ------------ |
| 1     | Russland               | Tatjana Lewina Natalja Nasarowa Olesja Krasnomowez Natalia Antjuch | 3:24,91      |
| 2     | Vereinigte Staaten     | Debbie Dunn Tiffany Williams Monica Hargrove Mary Danner           | 3:28,63      |
| 3     | Belarus                | Natallja Salahub Hanna Kosak Juljana Schalnjaruk Ilona Ussowitsch  | 3:28,65      |
| 4     | Polen                  | Grażyna Prokopek Monika Bejnar Marta Chrust-Rożej Małgorzata Pskit | 3:28,95 (NR) |
| 5     | Jamaika                | Shellene Williams Novlene Williams Moya Thompson Allison Beckford  | 3:29,54 (NR) |
| 6     | Vereinigtes Königreich | Melanie Purkiss Jennifer Meadows Emma Duck Helen Karagounis        | 3:29,70      |

Datum: 12. März, 18:55 Uhr

### Hochsprung
| Platz | Athletin               | Land | Höhe (m) |
| ----- | ---------------------- | ---- | -------- |
| 1     | Jelena Slessarenko     | RUS  | 2,02     |
| 2     | Blanka Vlašić          | CRO  | 2,00     |
| 3     | Ruth Beitia            | ESP  | 1,98     |
| 4     | Jekaterina Sawtschenko | RUS  | 1,98     |
| 5     | Antonietta Di Martino  | ITA  | 1,96     |
| 6     | Tia Hellebaut          | BEL  | 1,96     |
| 7     | Wita Stjopina          | UKR  | 1,96     |
| 8     | Chaunté Howard Lowe    | USA  | 1,94     |

Datum: 12. März, 17:15 Uhr

### Stabhochsprung
| Platz | Athletin           | Land | Höhe (m)  |
| ----- | ------------------ | ---- | --------- |
| 1     | Jelena Issinbajewa | RUS  | 4,80      |
| 2     | Anna Rogowska      | POL  | 4,75      |
| 3     | Swetlana Feofanowa | RUS  | 4,70      |
| 4     | Monika Pyrek       | POL  | 4,65      |
| 5     | Vanessa Boslak     | FRA  | 4,65 (NR) |
| 6     | Naroa Agirre       | ESP  | 4,50 (NR) |
| 7     | Kellie Suttle      | USA  | 4,40      |
| 8     | Silke Spiegelburg  | GER  | 4,30      |

Datum: 11. März, 18:00 Uhr

### Weitsprung
| Platz | Athletin            | Land | Weite (m) |
| ----- | ------------------- | ---- | --------- |
| 1     | Tianna Madison      | USA  | 6,80 PB   |
| 2     | Naide Gomes         | POR  | 6,76 NR   |
| 3     | Concepción Montaner | ESP  | 6,76      |
| 4     | Ineta Radēviča      | LAT  | 6,54      |
| 5     | Yargelis Savigne    | CUB  | 6,51      |
| 6     | Oxana Udmurtowa     | RUS  | 6,50      |
| 7     | Styliani Pilatou    | GRE  | 6,50      |
| -     | Tatjana Kotowa      | RUS  | DQ        |

Datum: 12. März, 16:05 Uhr
Kotowa, die ursprünglich den ersten Platz belegt hatte, wurde nachträglich wegen Dopingvergehen disqualifiziert.

### Dreisprung
| Platz | Athletin            | Land | Weite (m)  |
| ----- | ------------------- | ---- | ---------- |
| 1     | Tatjana Lebedewa    | RUS  | 14,95 (WL) |
| 2     | Anna Pjatych        | RUS  | 14,93 (PB) |
| 3     | Yamilé Aldama       | SUD  | 14,86      |
| 4     | Trecia Smith        | JAM  | 14,84 (NR) |
| 5     | Yargelis Savigne    | CUB  | 14,72 (PB) |
| 6     | Teresa Marinowa     | BUL  | 14,37      |
| 7     | Oleksandra Stadnjuk | UKR  | 14,34 (PB) |
| 8     | Dana Velďáková      | SVK  | 13,76      |

Datum: 11. März, 16:20 Uhr

### Kugelstoßen
| Platz | Athletin              | Land | Weite (m)  |
| ----- | --------------------- | ---- | ---------- |
| 1     | Natallja Charaneka    | BLR  | 19,84 (PB) |
| 2     | Nadine Kleinert       | GER  | 19,64 (PB) |
| 3     | Olga Rjabinkina       | RUS  | 19,24      |
| 4     | Petra Lammert         | GER  | 19,21      |
| 5     | Yumileidi Cumbá       | CUB  | 18,28      |
| 6     | Nadseja Astaptschuk   | BLR  | 18,13      |
| 7     | Jillian Camarena      | USA  | 17,60      |
| 8     | Cleopatra Borel-Brown | TRI  | 17,53      |

Datum: 12. März, 16:20 Uhr

### Fünfkampf
| Platz | Athletin             | Land | Punkte    |
| ----- | -------------------- | ---- | --------- |
| 1     | Ljudmyla Blonska     | UKR  | 4685 (PB) |
| 2     | Karin Ruckstuhl      | NED  | 4607      |
| 3     | Olga Lewenkowa       | RUS  | 4579      |
| 4     | Sonja Kesselschläger | GER  | 4574      |
| 5     | Julija Ignatkina     | RUS  | 4459      |
| 6     | Swetlana Ladochina   | RUS  | 4374      |
| 7     | Olga Rypakowa        | KAZ  | 4368      |
| 8     | Hyleas Fountain      | USA  | 4205      |

Der Fünfkampf bestand aus 60-Meter-Hürdenlauf, Hochsprung, Kugelstoßen, Weitsprung und 800-Meter-Lauf.
Datum: 10. März

## Erklärungen
- WR: Weltrekord
- WMR: Weltmeisterschaftsrekord
- AR: Kontinentalrekord
- NR: nationaler Rekord
- WL: Weltjahresbestleistung
- PB: persönliche Bestleistung

## Medaillenspiegel
| Medaillenspiegel |                    |      |        |        |        |
| Platz            | Land               | Gold | Silber | Bronze | Gesamt |
| 1                | Vereinigte Staaten | 8    | 3      | 2      | 13     |
| 2                | Russland           | 7    | 5      | 6      | 18     |
| 3                | Ukraine            | 2    | –      | –      | 2      |
|                  | Äthiopien          | 2    | –      | –      | 2      |
| 5                | Kenia              | 1    | 1      | 2      | 4      |
| 6                | Deutschland        | 1    | 1      | 1      | 3      |
| 7                | Belarus            | 1    | –      | 1      | 3      |
| 8                | Ghana              | 1    | –      | –      | 1      |
|                  | Grenada            | 1    | –      | –      | 1      |
|                  | Irland             | 1    | –      | –      | 1      |
|                  | Mosambik           | 1    | –      | –      | 1      |
| 12               | Polen              | –    | 2      | 1      | 3      |
| 13               | Schweden           | –    | 1      | 2      | 3      |
|                  | Spanien            | –    | 1      | 2      | 3      |
| 15               | Kuba               | –    | 1      | 1      | 2      |
| 16               | Botswana           | –    | 1      | –      | 1      |
|                  | Brasilien          | –    | 1      | –      | 1      |
|                  | Bulgarien          | –    | 1      | –      | 1      |
|                  | Jamaika            | –    | 1      | –      | 1      |
|                  | Katar              | –    | 1      | –      | 1      |
|                  | Kroatien           | –    | 1      | –      | 1      |
|                  | Niederlande        | –    | 1      | –      | 1      |
|                  | Panama             | –    | 1      | –      | 1      |
|                  | Südafrika          | –    | 1      | –      | 1      |
|                  | Dänemark           | –    | 1      | –      | 1      |
|                  | Portugal           | –    | 1      | –      | 1      |
| 27               | Bahamas            | –    | –      | 2      | 2      |
| 28               | Bahrain            | –    | –      | 1      | 1      |
|                  | Belgien            | –    | –      | 1      | 1      |
|                  | Italien            | –    | –      | 1      | 1      |
|                  | Marokko            | –    | –      | 1      | 1      |
|                  | Sudan              | –    | –      | 1      | 1      |
|                  | Tschechien         | –    | –      | 1      | 1      |